# Кромвелл Тауншип (округ Гантінгтон, Пенсільванія)
Кромвелл Тауншип (англ. Cromwell Township) — селище (англ. township) в США, в окрузі Гантінгдон штату Пенсільванія. Населення — 1478 осіб (2020).

## Демографія
Згідно з переписом 2010 року, у селищі мешкало 1510 осіб у 595 домогосподарствах у складі 428 родин. Було 849 помешкань
Расовий склад населення:
| - 99,1 % — білих - 0,3 % — чорних або афроамериканців - 0,1 % — азіатів |

До двох чи більше рас належало 0,4 %. Частка іспаномовних становила 0,4 % від усіх жителів.
За віковим діапазоном населення розподілялося таким чином: 24,4 % — особи молодші 18 років, 60,9 % — особи у віці 18—64 років, 14,7 % — особи у віці 65 років та старші. Медіана віку мешканця становила 40,8 року. На 100 осіб жіночої статі у селищі припадало 109,1 чоловіків;  на 100 жінок у віці від 18 років та старших — 105,6 чоловіків також старших 18 років.
Середній дохід на одне домашнє господарство  становив 56 955 доларів США (медіана — 50 881), а середній дохід на одну сім'ю — 60 008 доларів (медіана — 58 413). Медіана доходів становила 45 150 доларів для чоловіків та 36 167 доларів для жінок. За межею бідності перебувало 12,4 % осіб, у тому числі 20,1 % дітей у віці до 18 років та 8,5 % осіб у віці 65 років та старших.
Цивільне працевлаштоване населення становило 929 осіб. Основні галузі зайнятості: виробництво — 22,6 %, освіта, охорона здоров'я та соціальна допомога — 20,7 %, будівництво — 17,8 %.